# جیمز گریفیث
جیمز گریفیث (انگلیسی: James Griffith؛ ۱۳ فوریه ۱۹۱۶ – ۱۷ سپتامبر ۱۹۹۳) هنرپیشه، موسیقی‌دان و فیلم‌نامه‌نویس اهل آمریکا بود. وی بین سال‌های ۱۹۴۸ تا ۱۹۸۲ میلادی فعالیت می‌کرد.
از فیلم‌ها یا برنامه‌های تلویزیونی که وی در آن نقش داشته‌است می‌توان به اسپارتاکوس، چگونه غرب تسخیر شد، به همان جوانی که حس می‌کنی، شهرستان رینتری، کشتن، شب شکارچی، یه عالمه معجزه، بتمن، عمر خیام، مرد شفاف شگفت‌انگیز، تور آبی، ماهیگیر بزرگ، پسری از اکلاهما، رابارب، ضرب طبل، خون‌آشام، لورنا، افسانه سوار بی‌سر، مرد شش‌میلیون‌دلاری، هوپالانگ کسیدی، دود اسلحه، بن کیسی، تسخیرناپذیران، سفرهای جیمی مک‌فیترز، مانکیز، ستایش از یک مرد بد و دالاس اشاره کرد.